# Académie Internationale d'Héraldique
De Académie internationale d'Héraldique (AIH) werd in 1949 in Parijs opgericht om experts op het gebied van de heraldiek uit verschillende delen van de wereld bij elkaar te brengen.
De algemene vergadering komt doorgaans eenmaal per jaar bijeen tijdens een internationaal congres. Het hoofdkantoor van de AIH is in Genève, maar de Académie heeft een bibliotheek in  de Archives nationales de France in Parijs. Het doel van de Académie is de heraldische studies te centraliseren op basis van een zo groot mogelijke internationale samenwerking. Toelating is door voordracht van minstens twee academici en vervolgens door verkiezing. Het aantal academici is beperkt tot 75 leden en er is geen limiet aan associate members. Tweemaal per jaar organiseert de Académie een Internationaal Heraldisch Colloquium. Colloquia vonden plaats in Cambridge (2021) en Lund (2023). In 2025 wordt het colloquium gehouden in de Alexander Jan Cuza-universiteit in Iași.

## Voorzitters
- Gaston Stalins (1949-1952)
- Paul Adam-Even (1952-1964)
- Léon Jéquier (1964-1980)
- Jean-Claude Loutsch (1980-2001)
- Michel Popoff (2001-2016)
- Robert Watt (2016 -2022)
- Elizabeth Roads (2022-heden)

## Enkele prominente leden
Er zijn vooraanstaande onderzoekers, zoals Michel Pastoureau, en gerenommeerde heraldische kunstenaars, zoals Marco Foppoli, lid van de AIH. Traditioneel zijn de West-Europese landen van de klassieke heraldiek (Duitsland, Frankrijk, Groot-Brittannië, Nederland, België en Zwitserland) het best vertegenwoordigd binnen de Académie. 
- Werner Paravicini: Eén van de belangrijkste onderzoekers van de Bourgondische geschiedenis en de middeleeuwse adel.
- Laurent Hablot: Historicus en actief promotor van de hulpwetenschappen van de geschiedenis.
- D'Arcy Boulton: Lid van de Royal Heraldic Society of Canada.
- Michael Göbl: Historicus, archivaris en curator.
- Nicolas Vernot: Historicus en wegbereider voor de erkenning van heraldiek als immaterieel cultureel erfgoed.

## Leden van de AIH uit Nederland en België
Academici (AIH)
- Christiane Van den Bergen-Pantens 1968 B
- Otto Schutte 1978 NL
- Luc Duerloo 1997 B
- Johannes-Abraham (Hans) de Boo (†) 1998 NL
- Redmer Alma 2009 NL
- Marc Van de Cruys 2011 B
- Jean-Marie Van den Eeckhout 2012 B
- Wim van Anrooij 2013 NL
- Steven Thiry 2014 B

Geassocieerde leden (aih)
- Jan T. Anema 2011 NL
- Jean-Francois Nieus 2018 B
- Klaas Padberg Evenboer 2021 NL
- Cédric Pauwels 2023 B